# 何建明
何建明（1956年—），笔名剑铭，江苏常熟人，中国报告文学作家。现任中国作家协会副主席，中国报告文学学会会长，中国作家出版集团管委会主任，茅盾文学院院长。曾多次获鲁迅文学奖、徐迟报告文学奖等奖项。获全国劳动模范称号。

## 生平
何建明1956年出生于江苏常熟，青年参军服役，此后曾从事记者、编辑等职。1974年开始发表文学作品。1992年加入中国作家协会。2005年至2008年任《中国作家》杂志主编。2010年当选中国作家协会副主席。2012年当选中国报告文学学会会长。2013年当选第十二届全国政协委员。2018年成为首任矛盾文学院院长。
何建明长期致力于报告文学领域，共出版报告文学作品50余部。作品被翻译为多国语言。2019年何建明入选诺贝尔文学奖候选。

## 代表作品

### 报告文学
- 《南京大屠杀全纪实》
- 《国家》
- 《忠诚与背叛》
- 《根本利益》
- 《落泪是金》
- 《中国高考报告》
- 《国家行动》
- 《共和国告急》
- 《部长与国家》
- 《三牛风波》
- 《我的天堂》
- 《国家日记》
- 《警卫领袖》
- 《为了弱者的尊严》
- 《破天荒》
- 《台州农民革命风暴》
- 《生命第一》
- 《永远的红树林》

### 电影
- 《西行囚车》
- 《信天游》

### 电视连续剧
- 《奠基者》
- 《国家行动》

## 获得荣誉
- 鲁迅文学奖：第一届、第二届、第四届。[9]
- “正泰杯”全国报告文学奖：第一届、第二届、第四届。
- 徐迟报告文学奖：第一届、第二届、第三届、第四届。
- 中共中央宣传部“五个一工程”奖：第九届、第十一届、第十二届。
- 新中国六十年优秀中短篇报告文学奖
- 中国改革开放优秀报告文学奖
- 金盾文学奖：第一届。
- 全国宝石文学奖：第二届。